# Cyamus mesorubraedon
Cyamus mesorubraedon är en kräftdjursart som beskrevs av Margolis, McDonald och Edward Lloyd Bousfield 2000. Cyamus mesorubraedon ingår i släktet Cyamus och familjen vallöss. Inga underarter finns listade i Catalogue of Life.